# Morvandelle (race bovine)
Pour les articles homonymes, voir Morvandelle.
 (septembre 2016).
La Morvandelle est une race bovine française disparue, endémique de la région Bourgogne et surtout du Morvan.

## Origines

### Historique
Philippe J. Dubois, classe cette race dans le chapître de son ouvrage relatif au rameau des races pie rouge des montagnes. Toutefois, il ne lui attribue pas une parenté formelle avec ces races dites jurassiennes. C'est une population bovine plutôt qu'une race, puisque sans registre généalogique. Des documents photographiques de la foire d'Autun de 1866 montrent une place du Champ de Mars déjà quasi blanche du dos des charolais. En 1870, P. Aujollet parle d'une race prête à s'éteindre. Elle disparut totalement dans les années 1920. La morvandelle peu sujette à l'engraissement, pure race de travail, ne put survivre à la mécanisation et une reconversion en race bouchère ou laitière impossible.

### Géographique
La morvandelle était répartie au bassin d'Autun. Elle était probablement originaire de Château-Chinon, puis en remontant vers Cosne-sur-Loire, ensuite à Joigny, englobant le Tonnerrois, l'Avallonais et les contreforts Est du Morvan.

## Morphologie

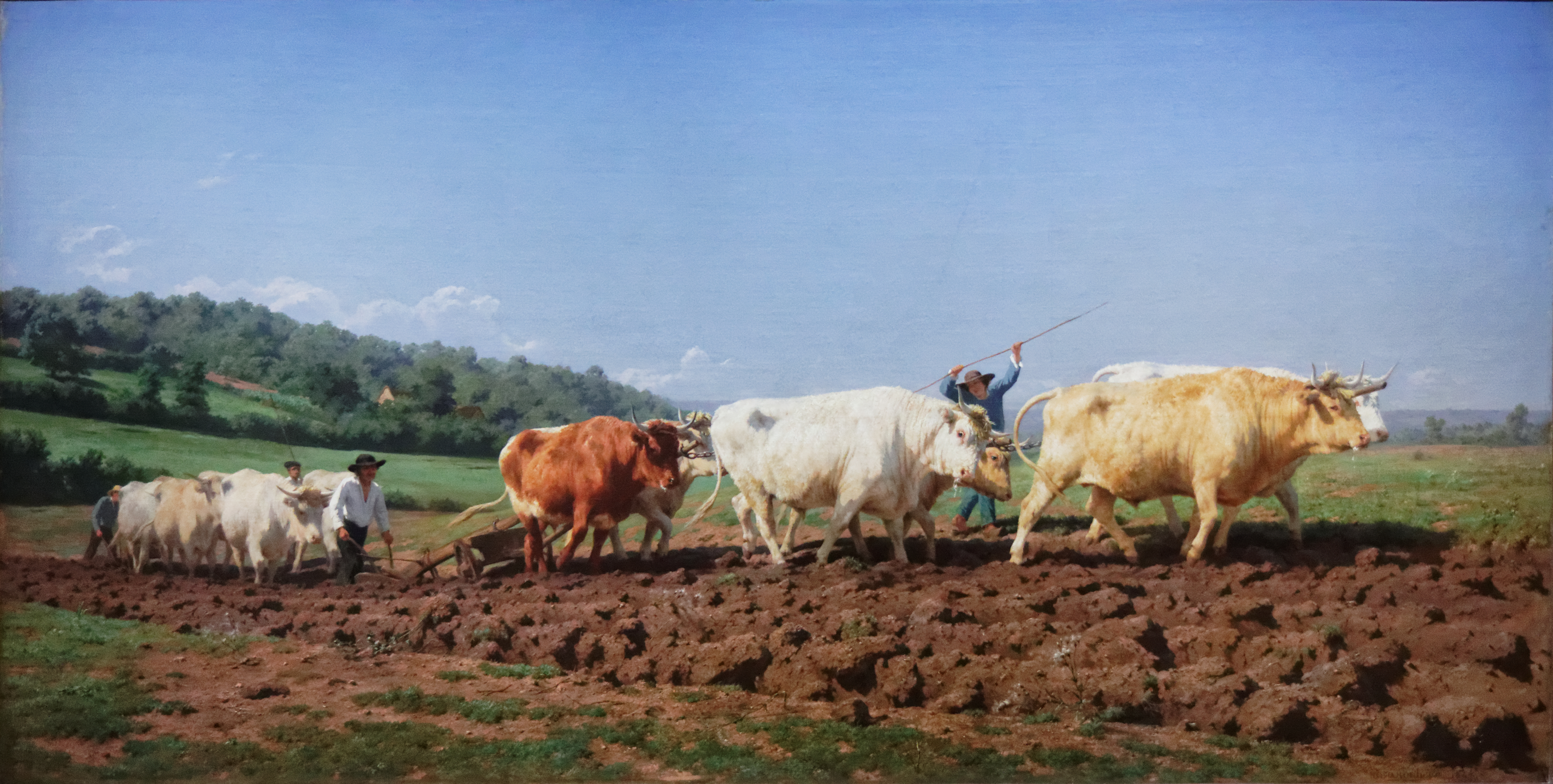
Labourage nivernais de Rosa Bonheur.

Râblée et courte sur pattes, qui étaient noueuses et de forte section, la morvandelle était une race compacte. La tête surmontée de cornes dressées vers l'avant, était large, plate et de moyenne conformation, elle était plantée sur une forte encolure au poitrail étroit et musculeux agrémenté d'un fanon ample et pendant. L'avant de l'animal solide contrastait avec un arrière-train osseux. La robe était acajou, le blanc formait toujours une traînée le long de la colonne vertébrale typique de l'espèce et occupait le dessous de l'animal et la face supérieure interne des membres.
Philippe J. Dubois considère l'animal au centre du tableau « Labourage nivernais » de Rosa Bonheur comme représentatif de la race morvandelle. Le tableau de 1849 peint au lieu-dit La Mare à Beaumont-Sardolles par Rosa Bonheur représente des charolais, des animaux croisés, et, directement devant le laboureur, un animal de race morvandelle. La race actuelle qui ressemble le plus à la défunte espèce est la Pinzgauer, originaire d'Autriche.

## Aptitudes
Rustique, extrêmement docile et besogneuse, elle servait aux charrois, travaux des champs, flottage du bois, on la trouvait en compagnie des galvachers morvandiaux ainsi qu'en grand nombre aux foires aux bestiaux du 1er mars et 1er septembre à Autun.

## Sources
1. 1 2  Toutes les vaches de France, Delachaux et Niestlé, septembre 2017, 424 p. (ISBN 978-2-603-02456-0), p. 344 et 345

- Philippe Berte-Langereau, La vache morvandelle, in Revue La Camosine no 101, p. 4, p. 16, p. 20-21.
- Carte à l'intérieur de la revue sus-nommée : Carte de France pour servir à l'histoire des races bovines, par E. Beaudement, 1857.
- Bibliothèque Nationale de France notice FRBNF 31742277, La vache et ses produits, P. Aujollet, 1870.